# Verfassung Andorras
Die Verfassung Andorras (amtlich katalanisch Constitució del Principat d'Andorra) vom 28. April 1993 ist die geltende Verfassung Andorras. Sie bestimmt die rechtliche und politische Grundordnung Andorras als parlamentarisches Kofürstentum (Artikel 1 Absatz 4 der Verfassung) und bildet die Grundsätze ihrer Rechtsordnung.

## Vorgeschichte
Bei einer Zusammenkunft am 8. September 1278 in Lleida schlossen Bischof Pere d’Urtx und Graf Roger Bernard III. den so genannten Pareatges-Vertrag, der eine Teilung der Herrschaft über das zwischen ihnen umstrittene Gebiet Andorras vorsah. Die beiden Parteien erkannten einander als gleichberechtigte Herren über Andorra an. Dieser Vertrag markiert den Beginn des bis 1993 bestehenden Kondominiums und damit auch die faktische Gründung des Kofürstentums Andorra. 
Andorra war bis 1993 ein Lehnsstaat mit zwei gleichberechtigten Lehnsherren und damit kein Völkerrechtssubjekt im Sinne des modernen Völkerrechts. Erst die Staatsreform mit der Verfassung von 1993 schuf den souveränen Staat Fürstentum Andorra.

## Verfassung von 1993
Am 14. März 1993 fand in Andorra ein Verfassungsreferendum statt. Die von den Kofürsten und dem Generalrat ausgearbeitete neue Verfassung wurde von 74,2 % der Abstimmenden angenommen, bei einer Wahlbeteiligung von 76 %. Die Verfassung trat am 28. April 1993 in Kraft. Die erste Wahl nach der neuen Verfassung fand im Dezember desselben Jahres statt.
Nach der Verfassung von 1993 ist Andorra ein parlamentarisches Kofürstentum. Die Staatsgewalt geht vom andorranischen Volk aus. Die offizielle Amtssprache ist Katalanisch.
Gemeinsames Staatsoberhaupt sind der spanische Bischof von La Seu d’Urgell und der französische Staatspräsident. Ihr Amt ist rein repräsentativer Natur, sie besitzen allerdings ein Vetorecht in auswärtigen Angelegenheiten. Das Einkammerparlament, der Consell General de les Valls, wählt den Regierungschef (Cap de Govern), der die Exekutive leitet.